# خالد بوقاسم
خالد بوقاسم (1985الجزائر) هو لاعب كرة قدم جزائري.

## روابط خارجية
- خالد بوقاسم على موقع قاعدة بيانات كرة القدم.إي يو (الإنجليزية)
- خالد بوقاسم على موقع Soccerway.com (الإنجليزية)
- خالد بوقاسم على موقع عالم كرة القدم.نت (الإنجليزية)